# Pseudolån
Pseudolån betegner i etymologien et lån af udtryk fra et fremmedsprog, som sættes ind i en ny sammenhæng og får en anden betydning. På dansk er det typisk engelske låneord, som ikke eksisterer i den betydning på engelsk.

## Eksempler
Der er for få eller ingen kildehenvisninger i dette afsnit, hvilket er et problem. Du kan hjælpe ved at angive troværdige kilder til de påstande, som fremføres.

- Monkeyclass for økonomiklassen på flyrejser
- Put and take-fiskeri om fiskeri i vande, der løbende fyldes op med dambrugsfisk
- Babylift – betyder direkte oversat tilbage til engelsk småbørnselevator – det engelske ord er carrycot
- Speeder for en gaspedal – det engelske ord er accelerator
- Speaker for en Tv-vært i nyhedsudsendelse – der engelske ord er news presenter (eller newsreader, newscaster,  news anchor m.fl.)
- "Smoking" hedder i England "dinner jacket" og i USA "tuxedo"
- "Stationcar"[1] og "cottoncoat" er ukendte på engelsk